# Theronia univittata
Theronia univittata är en stekelart som beskrevs av André Seyrig 1935. Theronia univittata ingår i släktet Theronia och familjen brokparasitsteklar. Inga underarter finns listade i Catalogue of Life.